# たつの市立誉田小学校
たつの市立誉田小学校（たつのしりつ ほんだしょうがっこう）は、兵庫県たつの市誉田町広山に所在する公立小学校。

## 沿革
- 1892年（明治25年）4月 - 誉田村立誉田尋常小学校設立（誉田村之内広山村宇宮の前508番の1）
- 1902年（明治35年）5月 - 誉田村之内広山村宇宮の前513番の1に移転
- 1912年（明治45年）4月 - 高等科を併置、誉田村立誉田尋常高等小学校となる
- 1941年（昭和16年）4月 - 国民学校令により、誉田村立誉田国民学校と改称
- 1947年（昭和22年）4月 - 学制改革に伴い、誉田村立誉田小学校と改称
- 1951年（昭和26年）4月1日 - 誉田村が合併により龍野市となったことに伴い、龍野市立誉田小学校に改称
- 1951年（昭和26年）10月 - 現在の校地である龍野市誉田町広山字御館前580番地に移転
- 2005年（平成17年）10月1日 - 龍野市が合併によりたつの市となったことに伴い、たつの市立誉田小学校に改称

## 交通
- JR姫新線本竜野駅より南へ約2km、徒歩約25分
- 太子竜野バイパス 福田ランプより西へ約1km

### 学区
- たつの市誉田町

## 年間行事
- 運動会
- 音楽会
- 自然学校
- 修学旅行

## 通学区域が隣接している学校
- たつの市立小宅小学校
- たつの市立揖保小学校
- 太子町立石海小学校
- 太子町立斑鳩小学校
- 太子町立龍田小学校